# Le Zonard des étoiles
Le Zonard des étoiles est le troisième album de la série Kebra de Tramber et Jano, sorti en 1982. 

## Univers
Il s'agit du seul album de la série à se dérouler dans un univers de science-fiction, genre de prédilection de Métal hurlant.

## Synopsis
Le Zonard des étoiles se compose de cinq parties : c'est ainsi qu'il fut publiée dans Métal Hurlant. 
- Dans la première partie, Kebra vole le scooter spatio-temporel d'un savant fou. Lorsqu'il démarre, il se téléporte aux abords d'une gigantesque cité du futur[2] se trouvant dans l'espace nommée Metalopolis, évident clin d’œil au magazine Métal hurlant. Incapable de freiner, Kebra s'écrase dans la devanture d'un bar fréquenté exclusivement par des mutants humanoïdes. Le barman, un robot, lui annonce qu'ils se trouvent en 4023 : c'est là que Kebra comprend la nature du scooter. Cerné par les mutants, furieux qu'on les dérange quand ils s'abreuvent entre eux, Kebra est sauvé du lynchage par l'arrivée d'une patrouille de robots policiers prévenus par le barman. Peu désireux de visiter les prisons locales, Kebra s'empare du pistolet laser d'un robot policier et flingue tous les robots, mettant en fuite les mutants.
- Dans la deuxième partie, Kebra rejoint une bande de délinquants du ghetto. Initialement ceux-ci souhaitaient le détrousser, mais, voyant son pistolet, ils comprennent qu'ils n'auront pas le dessus et lui proposent plutôt de rejoindre leur bande. À l'aide du pistolet de Kebra, ils forcent la serrure d'un magasin et le pillent. Kebra s'endort sur place mais à son réveil, ses complices ont disparu et il est menotté par les robots policiers qui le recherchent depuis son évasion du bar des mutants.
- Dans la troisième partie, on retrouve Kebra dans la prison de Metalopolis, puis il est amené devant le roi, qui a demandé à voir le rat du futur. Sa fille, la princesse Spinella, tombe instantanément amoureuse de Kebra et le fait libérer. Le roi, habitué à être obéi par tous, ne fait pourtant pas le malin quand sa fille l'enguirlande[3]. Spinella emmène Kebra en week-end sur la planète Bronzul. Après un dîner en amoureux, ils passent une folle nuit d'amour.
- Dans la quatrième partie, les vacances tournent au cauchemar : en conduisant trop vite la voiture de Spinella dans les rues de la cité balnéaire, Kebra emboutit la voiture d'un extra-terrestre, haut dignitaire de l'Empire des sombres planètes. Au lieu de reconnaître ses torts, Kebra se bat avec lui, ce qui déclenche une guerre intergalactique. Spinella et Kebra quittent Bronzul à bord d'un véhicule bien moins chic, mais l'espace est devenu un champ de bataille et leur vaisseau est touché. Spinella parvient à se poser en catastrophe sur le vaisseau amiral de Metalopolis. Elle exige d'être escortée jusqu'à la capitale, mais, rancunière, elle abandonne Kebra qui est enrôlé de force comme mitrailleur, enchaîné à son canon laser. Kebra parvient à fuir le carnage à bord d'une barge de sauvetage avec deux matelots, Max et Jag. L'autonomie de leur canot de sauvetage étant limitée, à court de carburant ils doivent se poser sur la planète Meweb déserte.
- Dans la cinquième partie, les trois naufragés de l'espace rencontrent Emboukan, grand sorcier intersidéral et son acolyte, une créature rose volante. Emboukan les enrôle dans sa quête de la porte de la quatrième dimension, qui se trouverait sur Terre. La perspective de retourner sur Terre rend instantanément le moral à Kebra. Après avoir construit un vaisseau spatial de fortune (on dirait plutôt un radeau) et traversé la moitié de la galaxie, ils arrivent sur Terre, mais celle-ci a bien changé en 4023 : Paris est une ville en ruine envahie par la jungle. Emboukan localise son but, le temple du Rock 'n' roll, et s'y empare d'un Teppaz, la relique qu'il cherchait. Satisfait, il se téléporte avec son acolyte, échappant ainsi aux indigènes terriens agressifs qui cernent le temple. Ces derniers tuent Max puis Jag. Kebra est sauvé in extremis par le savant fou qui a construit le scooter spatio-temporel, apparaissant dans le ciel aux commandes de son premier prototype et lui larguant une échelle de corde. Ce n'est pas par bonté d'âme que le savant fou le sauve, mais pour qu'il reçoive le châtiment de son vol. Il le ramène à notre époque et le livre à la police.

### Documentation
- Brian Hester, « Les 50 Meilleurs Albums de l'année : Le Zonard des étoiles », dans Jean-Luc Fromental (dir.), L'Année de la bande dessinée 82-83, Temps futurs, 1982, p. 60.